# Rodolphe Seeldrayers
Rodolphe William Seeldrayers (n. 16 decembrie 1876, Düsseldorf, Germania – d. 7 octombrie 1955, Brussel, Comunitatea Francofonă din Belgia⁠(d), Belgia) a fost președinte al Fédération Internationale de Football Association (FIFA) între 1954 și 1955. A murit la 7 octombrie 1955 în Bruxelles, Belgia. 
1. ↑  „Rodolphe Seeldrayers”, Seeldrayers, Rodolphe William (în germană), Gemeinsame Normdatei